# Jasenje (Kozarska Dubica)
Pour les articles homonymes, voir Jasenje.
Jasenje (en serbe cyrillique : Јасење) est un village de Bosnie-Herzégovine. Il est situé dans la municipalité de Kozarska Dubica et dans la république serbe de Bosnie. Selon les premiers résultats du recensement bosnien de 2013, il compte 71 habitants.

## Démographie

### Évolution historique de la population dans la localité
| 1948 | 1953 | 1961 | 1971 | 1981 | 1991 | 2013 |
| ---- | ---- | ---- | ---- | ---- | ---- | ---- |
| 203  | 190  | 207  | 201  | 157  | 133, | 71   |

|  |